# 勒普隆日
勒普隆日（法語：Replonges，法語發音：[ʁəplɔ̃ʒ]）是法国东部安省的一个市镇，属于布雷斯地区布尔格区。

## 地理
勒普隆日（46°18'37"N, 4°53'10"E）面积16.6 平方千米，位于法国奥弗涅-罗讷-阿尔卑斯大区安省，该省份为法国东部省份，北起汝拉省，西北接索恩-卢瓦尔省，西接罗讷省和里昂大都会，南至伊泽尔省，东与萨瓦省、上萨瓦省和瑞士接壤。
与勒普隆日接壤的市镇（或旧市镇、城区）包括：克罗泰、费扬、圣安德烈德巴热、索恩河畔圣洛朗、马孔、桑塞、巴热-多马坦。

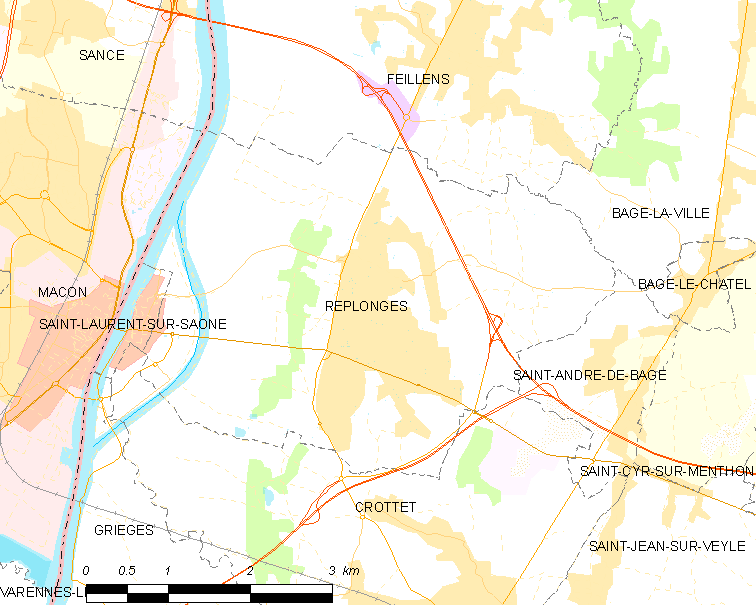
勒普隆日的OSM定位图

勒普隆日的时区为UTC+01:00、UTC+02:00（夏令时）。

## 行政
勒普隆日的邮政编码为01750，INSEE市镇编码为01320。

## 政治
勒普隆日所属的省级选区为勒普隆日县。

## 人口

1962-2008年间勒普隆日人口变化图示

勒普隆日于2022年1月1日时的人口数量为3929人。